# Heide Seidel
Heide Sabine Seidel (* 13. Juni 1943 in Zwickau) ist eine deutsche Politikerin (SPD) und war zwischen 1994 und 1999 Mitglied des Sächsischen Landtages.

## Leben
Heide Seidel besuchte die EOS in Wilkau-Haßlau, wo sie im Jahr 1962 ihr Abitur ablegte. Danach studierte sie an der Universität Leipzig Medizin, von 1965 bis 1969 folgten eine Berufsausbildung und ein Fachschulstudium am Kreiskrankenhaus Kirchberg. Ihr Staatsexamen und das Diplom legte sie an der Bezirksbildungsstätte Gesundheitswesen Zwickau/Karl-Marx-Stadt ab. Von 1969 bis 1986 war Seidel bei der SDAG Wismut beschäftigt. Zwischen 1969 und 1974 war sie im Bereich Strahlenforschung tätig sowie zwischen 1976 und 1986 im Bereich Gesundheitswesen. Von 1986 bis 1991 arbeitete sie als Laborleiterin und daneben im Getränkekombinat (GK) Karl-Marx-Stadt.
Seidel ist geschieden und hat eine Tochter.

## Politik
Heide Seidel war zwischen 1991 und 1994 Abgeordnetenreferentin und Leiterin im Wahlkreisbüro Wilkau-Haßlau (Zwickau-Land). Im Dezember 1989 ist sie Gründungsmitglied der SPD Zwickau. Von 1990 bis 1992 war sie 2. Sprecherin und Vertreterin der SPD am Runden Tisch im Landkreis Zwickau sowie Unterbezirksvorsitzende. Von 1990 bis 1994 war sie Mitglied im SPD-Kreisvorstand und Fraktionsvorsitzende im Kreistag Zwickau. Ab August 1994 war Seidel Fraktionsvorsitzende im Kreistag Zwickauer Land. Dort war sie Mitglied im Ältestenrat.
Außerdem war sie Mitglied im Aufsichtsrat der Wohnungsgesellschaft Zwickauer Land mbH sowie Gesellschafterin und im Aufsichtsrat der Sachsenpost Verlag GmbH in Zwickau/Hof. Darüber hinaus war sie Vorsitzende des Tierschutzverein Zwickau und Umgebung e. V. sowie Mitglied im Landesbeirat Tierschutz und kooptiertes Mitglied im Sächsischen Tierschutzverband.
Im Oktober 1994 zog Frau Seidel über die Landesliste der SPD Sachsen in den Sächsischen Landtag ein, dem sie für eine Wahlperiode bis 1999 angehörte. Dort war sie Mitglied im Innenausschuss Ausschuss für Geschäftsordnung und Immunitätsangelegenheiten.

## Belege
- Klaus-Jürgen Holzapfel (Hrsg.): Sächsischer Landtag: 2. Wahlperiode, 1994–1999; Volkshandbuch. NDV Neue Darmstädter Verlagsanstalt, Rheinbreitbach 1995, ISBN 3-87576-335-1. S. 52 (Ausschüsse: S. 64 u. 74). (Stand Dezember 1994)

| Personendaten    | Personendaten                             |
| ---------------- | ----------------------------------------- |
| NAME             | Seidel, Heide                             |
| ALTERNATIVNAMEN  | Seidel, Heide Sabine (vollständiger Name) |
| KURZBESCHREIBUNG | deutsche Politikerin (SPD), MdL           |
| GEBURTSDATUM     | 13. Juni 1943                             |
| GEBURTSORT       | Zwickau                                   |